# Snow Tha Product
Клаудія Александра Фелісіано (англ. Claudia Alexandra Feliciano), відома під сценічним псевдонімом Snow Tha Product — американська реп-виконавиця та акторка з Сан Хосе, Каліфорнія, США.

## Біографія
Народилася 24 червня 1987 року в Сан Хосе, США. Після закінчення школи, вступила до Коледжу Меса, де протягом короткого часу навчалася на соціального працівника. Згодом кинула навчання, щоб повністю присвятити себе музичній кар'єрі.
Фелісіанадо почала займатися музикою ще зовсім юною, зокрема у шестирічному віці взяла участь у шкільному конкурсі талантів, на якому виступила в Редвуд Сіті разом із гуртом-маріачі свого дідуся. Вперше познайомилася з хіп-хопом після переїзду до Сан-Дієґо. У підлітковому віці разом із друзями почала читати фрістайлом, а у дев'ятнадцятирічному віці остаточно вирішила розпочати кар'єру реп-виконавиці. Свої сценічним псевдонімом завдячує діснеївському персонажу — Білосніжці (англ. Snow White). Перш ніж почати використовувати псевдонім «Snow Tha Product», виконавиця називала себе «Snow White», а також згодом додавала приставку «the Product». Записавши декілька пісень іспанською, вона привернула до себе увагу мексиканського музиканта Джеймі Когена, з яким записала пісню «Alguien». Трек здобув популярність у Мексиці та ввійшов до Когенового альбому «Fotosíntesis».
2011 вийшов її дебютний альбом під назвою «Unorthodox», а 2012 року виконавиця підписала контракт зі студією звукозапису «Atlantic Records». Насамперед відома завдяки синглам «Holy Shit» та «Drunk Love», а також мікстейпом «Good Nights & Bad Mornings». Серед її пісень, що зібрали багатомільйонні перегляди на Ютубі: «Waste of Time» (20 мільйонів), «Cookie Cutter» (10 мільйонів), «Doing Fine» (12 мільйонів) та «Till Death» (8 мільйонів).
Виконавиця також знялася у ролі Ліль Травіеси в американській кримінальній драмі «Королева Півдня».

## Особисте життя
У червні 2018 року виконавиця дала інтерв'ю, в якому зізналася, що протягом десяти років перебувала у шлюбі та має сина на ім'я Др'ю Фелісіано. З 2017 року зустрічається з Джуліссою, яка відома під сценічним іменем JuJu. 10 липня 2019 року стало відомо, що вони заручені. Крім того, вони разом ведуть ютуб-канал під назвою «everydaydays».
Вільно володіє англійською та іспанською та записує треки обома мовами.

## Дискографія
Студійні альбоми
- Unorthodox (2011)

Мікстейпи
- Verbal Assault Vol. 1 (2007)
- Raising the Bar (2008)
- Verbal Assault Vol. 2 (2009)
- Run Up or Shut Up (2010)
- Wake Ya Game Up, Vol. 1 (2010)
- Unorthodox 0.5 (2011)
- Good Nights & Bad Mornings (2012)
- Good Nights & Bad Mornings 2: The Hangover (2013)
- The Rest Comes Later (2015)
- Vibe Higher (2018)

Міні-альбоми
- Half Way There…Pt.  (2016)